# Vordertheißenegg
Vordertheißenegg je naselje v Občini Volšperk v Okraju Volšperk na Koroškem v Avstriji.